# Lucy Delap
Lucy Delap (1972) es una autora británica, especializada en estudios de género.
Ha publicado obras como The Feminist Avant-Garde: Transatlantic Encounters of the Early Twentieth Century (Cambridge University Press, 2007); Knowing Their Place. Domestic Service in Twentieth-Century Britain (Oxford University Press, 2011), y Feminist Media History: suffrage, periodicals and the public sphere (Palgrave Macmillan, 2011), junto a Maria Dicenzo y Leila Ryan; entre otras.
También ha sido editora de The Politics of Domestic Authority in Britain since 1800 (Palgrave Macmillan, 2009), junto a Ben Griffin y Abigail Williams; y  Men, Masculinities and Religious Change in Twentieth-Century Britain (Palgrave Macmillan, 2013), junto a Sue Morgan.